# Syrrhopodon aculeatoserratus
Syrrhopodon aculeatoserratus là một loài rêu trong họ Calymperaceae. Loài này được Besch. mô tả khoa học đầu tiên năm 1880.